# Школа № 1 (Онуфріївка)
Школа у селищі Онуфріївка — навчальний заклад та пам'ятка архітектури. Розташована по вулиці Центральна, 24, селища Онуфріївка Кіровоградської області.
Будівництво школи розпочалося за підтримки графа Толстого Михайла Михайловича у 1906 році, яка відкрита 30 вересня 1911 року.
Будівля збудована з міцної червоної цегли, оздоблена кованими елементами декору, має стелі близько 3,5 м та по 3 вікна у кожному приміщенні.
У 1932 році школу із семирічної реорганізовано в десятирічну, на той час її відвідувало 630 учнів.
Під час Другої Світової війни приміщення школи використовувалось німецькою комендатурою. Після визволення селища, 4 січня 1944 року школа відновила свою роботу. В останні роки війни школа мала 7 класів, а вже після війни, у вересні 1945 року тут навчалося 184 учні, проте на початку 1947 року навчалося уже 596 учнів.
У 1960 році за підтримки робітників Кінзаводу № 175, вчителів і батьків учнів збудовано нове приміщення для учнів початкових класів, а в 1974 році  збудована нова триповерхова будівля школи.
У жовтні 2022 року під час російсько-української війни будівля школи зазнала пошкоджень внаслідок російського ракетного обстрілу.